# Минестіря-Сузана
Минестіря-Сузана (рум. Mânăstirea Suzana) — село у повіті Прахова в Румунії. Входить до складу комуни Менечу.
Село розташоване на відстані 107 км на північ від Бухареста, 51 км на північ від Плоєшті, 38 км на південний схід від Брашова.

## Населення
За даними перепису населення 2002 року у селі проживали 53 особи, усі — румуни. Усі жителі села рідною мовою назвали румунську.